# Papaoutai
Papaoutai (Francès: Papa où t'és {Papa, on ets?}) és un senzill de l'àlbum Racine carrée (Arrel quadrada) del cantant belga Stromae. La cançó va ser el primer senzill de l'àlbum, publicada el 13 de maig de 2013. També se'n va fer una remescla amb el cantant de rap Angel Haze.
El títol Papaoutai utilitza un joc de paraules escurçades, un artifici sonor. El vídeo publicat a YouTube era en 2014 el clip francòfon més vist del món amb més de dos-cents milions de visites.

## Composició i lletres
Papaoutai és una cançó d'estil house, amb influències pop i ritmes del Camerun, que notòriament s'entrellacen en el primer vers. Stromae narra a la cançó l'absència paterna, que ell també va experimentar. La seva mare és d'origen belga i el seu pare ruandès, mort en el genocidi de 1994. El cantant va declarar, en una entrevista per a Libération, que va plorar mentre escrivia aquesta cançó «tal vegada va ser en part per l'experiència personal».

## Video musical
El video musical de Papaoutai es va publicar a YouTube el 6 de juny de 2013. El novembre de 2014 superava les dos-cents milions de visites. Va ser dirigit per Raf Reyntjens i les coreografies van ser ideades per Marion Motin. Reyntjens va dir que Stromae i ell primer van pensar a utilitzar un maniquí i efectes especials, però després es va decidir que Stromae encarnaria el maniquí. En escena es veu un nen que busca el seu pare. L'ambientació s'inspira en la dècada de 1960, es destaca la recreació de diversos nens interactuant amb els seus pares. Mentre, Stromae apareix com un pare maniquí, que desperta només uns moments en la imaginació del nen.
El video clip va rebre crítiques positives. Charts in France va dir: «acolorit i la coreografia pel video de "Papaoutai" encaixa en l'estètica retro amb una gamma d'emocions». La revista Li Vif/L'Express va emfasitzar l'estètica neta del vídeo així: «Cada pla porta a l'espectador a un món en la dècada de 1960, una època passada, en la qual el cantant va lliscar la seva ploma amb una facilitat desconcertant». El diari La Capitale va escriure: «El que impressiona, a més de l'estètica de la imatge, la qualitat de la lletra i el cor hipnòtic, són les coreografies dels ballarins. Stromae està aquí una altra vegada volant com en el seva vídeo clip "Formidable"».
El clip va ser premiat en el Festival Internacional de Cinema Francòfon de Namur 2013 amb el premi al millor vídeo clip. També va ser nominat com el «Vídeo de l'any» en els NRJ Music Awards 2014.

## Aparicions i interpretacions
El juny de 2013, Stromae va interpretar la cançó en la transmissió de ràdio C'Cauet dirigit per Sébastien Cauet. L'agost d'aquell mateix any, Stromae va ser convidat per Major Lazer perquè cantés Papaoutai en l'última nit del Rock en Seine. Stromae es presentà amb aquesta cançó en el set del Grand Journal amb el vestuari utilitzat en el vídeo clip. En la presentació per a la DJ Experience de la Radio-Télévision belge de la Communauté française (RTBF), la cançó va ser barrejada amb el tema Papa Was a Rollin' Stone de The Temptations, la qual també tracta de l'absència del pare. També ha cantat en transmissions del programa Li Ring de France Ô i com a espectacle d'obertura en d'Alcaline, un programa musical nou de France 2. El 15 d'octubre, Stromae interpretà la cançó en l'estadi Roi Baudouin de Bèlgica, durant l'últim partit de les eliminatòries de la Copa del Món 2014 En els «NRJ Music Awards 2014», Stromae va estar acompanyat en l'escenari per Will.i.am durant la interpretació de la cançó. Per promocionar el seu àlbum Racine Carrée als Estats Units d'Amèrica la va cantar al programa «Beat night with Seth Meyers» de la cadena NBC el 17 de juny de 2014.

## Remescles i versions
Una remescla va ser feta amb el raper Angel Haze. El grup neerlandès Cut_ va fer una versió a ritme pop indi i la va traduir a l'anglès. Aquesta versió va aconseguir el 86è lloc en la classificació francesa.
Al setembre de 2014, el grup nord-americà Pentatonix, va incloure en el seu repertori a Papaoutai, acompanyat per la violinista Lindsey Stirling.

## Posició a les llistes
| Classificació setmanal (2013-2014)        | Millor posició |
| ----------------------------------------- | -------------- |
| Alemanya (Media Control AG)               | 6              |
| Àustria (Ö3 Austria Top 40)               | 3              |
| Bèlgica (Flandes Ultratop 50 Airplay)     | 10             |
| Bèlgica (Flandes Ultratop 50 Dance)       | 7              |
| Bèlgica (Flandes Ultratop 50 Singles)     | 3              |
| Bèlgica (Flandes Ultratop R&B/Hip-Hop)    | 1              |
| Bèlgica (Valònia Ultratop 50 Dance)       | 1              |
| Bèlgica (Valònia Ultratop 50 Airplay)     | 2              |
| Bèlgica (Valònia Ultratop 50 Singles)     | 1              |
| Canadà (Hot 100)                          | 70             |
| Espanya (Promusicae)                      | 36             |
| Estats Units (Hot dance/Electronic songs) | 25             |
| França (SNEP)                             | 1              |
| Finlàndia (Suomen virallinen lista)       | 4              |
| Israel (Media Forest)                     | 8              |
| Itàlia (FIMI)                             | 10             |
| Líban (Lebanese Top 20)                   | 15             |
| Luxemburg (Digital Songs)                 | 2              |
| Països Baixos (Nederlandse Top 40)        | 2              |
| Països Baixos (Single Top 100)            | 2              |
| Rússia (Tophit)                           | 2              |
| Suïssa (Schweizer Hitparade)              | 4              |
| Ucraïna (FDR top 40 airplay)              | 6              |

### Certifications
| Estat                | Certificació |
| -------------------- | ------------ |
| Àustria (IFPI)       | 2 Platí      |
| Bèlgica (BEA)        | 2 Platí      |
| Canadà (RIAA)        | 2 Platí      |
| Estats Units (RIAA)  | Or           |
| França (SNEP)        | Diamant      |
| Itàlia (FIMI)        | Platí        |
| Països Baixos (NVPI) | Platí        |
| Regne Unit (BPI)     | Argent       |

## Llançaments
| Regió   | Data               | Format             | Discogràfica |
| ------- | ------------------ | ------------------ | ------------ |
| Bèlgica | 13 de maig de 2013 | Descàrrega digital | Mosaert      |